# Marianne Enge Swartz
Marianne Enge Swartz, född 17 mars 1941, är en svensk journalist, författare och skribent. Hon är en av grundarna av Elin Wägner-sällskapet 1990, och var under de första tjugo åren dess ordförande i tjugo år. Hon föreläser om Elin Wägner och är ledamot i stiftelsen Elin Wägners Lilla Björka, som förvaltar författarens hem i Berg, Småland.
År 2010 tog Swartz initiativ till en insamling för en staty av Elin Wägner. En liten skulptur av Siri Derkert förstorades av skulptören Rune Rydelius och uppsattes vid S:t Eriksplan i Stockholm år 2014.

## Yrkesliv
Enge Swartz var anställd som journalist på Åhlen & Åkerlunds förlag och Vi Föräldrar 1962-77 och verkade som reporter och frilansskribent när hon bodde i Kenya 1977-79 och som projektledare för ett natonellt program för vattenhygien i Botswana 1980-85. Hon hade en anställning i Geneve för Röda Korset 1985-89. Hon var konsult för internationella biståndsorganisationer (SIDA, UNICEF, WHO) med uppdrag som rört frågor om barns situation, kvinnors ställning samt vattenhygien och folkhälsa.